# Justo Díaz de Vivar
Justo Díaz de Vivar (Corrientes, 30 de septiembre de 1877-ib., 14 de septiembre de 1944) fue un médico, político, hacendado e historiador revisionista argentino, que se desempeñó como diputado nacional por la provincia de Corrientes representando a la Unión Cívica Radical Antipersonalista entre 1926 y 1930. 

## Biografía
Díaz de Vivar pertenecía a una familia del patriciado correntino. Era hijo del político y periodista Eudoro Díaz de Vivar, y sobrino de Manuel Florencio Mantilla, que también fue político y periodista.
Se formó como médico en la Universidad de Buenos Aires, diplomándose en 1900 con una tesis sobre el tratamiento del golpe de calor.
Ya de regreso en su provincia se dedicó a ejercer la medicina en su consultorio, dictar clases de biología en escuelas secundarias, y administrar sus campos en donde se dedicaba a la cría de ganado.
Militó en las filas de la Unión Cívica Radical. Durante la década de 1920 se alineó con la facción antipersonalista del partido, que en su distrito era comandada por Hortensio Quijano. En 1926 ganó una banca de diputado nacional en representación del radicalismo antipersonalista de Corrientes. Durante su paso por el Congreso de la Nación estuvo vinculado a las comisiones parlamentarias a cargo de la elaboración de legislación orientada hacia el desarrollo social, como la comisión para organizar el combate contra el alcoholismo y la comisión para reducir la mortalidad infantil.
Aunque era partidario de reunificar a las facciones radicales (en ese momento se dividían entre personalistas y antipersonalistas), en 1930 aceptó presentarse a elecciones para retener su banca de diputado nacional como candidato de una alianza entre su grupo político y el Partido Autonomista local. Sin embargo no consiguió obtener los votos suficientes para lograr su objetivo.
La popularización del revisionismo histórico en Argentina gracias a las obras de Dardo Corvalán Mendilaharsu, Carlos Ibarguren, Alberto Ezcurra Medrano y Julio Irazusta alentó a Díaz de Vivar a incursionar en el tema. Contrariando la opinión unánime de los historiadores correntinos, el médico -a través de su libro Las luchas por el federalismo, publicado en 1936- vindicó a la figura de Juan Manuel de Rosas por haber sido un inmenso estadista. Sin embargo, a diferencia de otros autores revisionistas, Díaz de Vivar cuestionó al Restaurador de las Leyes por no haber promovido un verdadero espíritu federalista, que si habría promovido el gobernador correntino Pedro Ferré, quien estuvo al mando de la provincia en cuatro ocasiones entre las décadas de 1820 y 1840. En efecto, en su libro el autor presenta a Rosas como un hombre que controló el caos político, atendió las necesidades de las masas y defendió la soberanía nacional ante las agresiones de los enemigos internos y externos, lo que lo llevó a ejercer el poder con un sentido práctico, apartando por momentos de sus decisiones a la doctrina federal que decía encarnar. Ferré, en cambio, habría permanecido fiel a los principios del federalismo, cayendo en el error de enfrentar a Rosas para defender sus ideales (los cuales, de todos modos, habrían triunfado con la sanción de la Constitución Nacional de 1853).
Las luchas por el federalismo fue un libro muy leído en su época pero que no produjo las reacciones que merecía producir, por lo que los historiadores correntinos continuaron promoviendo una visión liberal de la historia argentina sin entrar en discusión con Díaz de Vivar.
De cualquier manera la obra le dio prestigio como investigador al médico, que se convertiría en uno de los fundadores de la Junta de Estudios Históricos de Corrientes en 1937 y del Instituto de Estudios Federalistas de Santa Fe en 1938. También colaboraría con el Instituto de Investigaciones Históricas Juan Manuel de Rosas, publicando algunos artículos en la revista que editaba la organización.
Participó como funcionario de los gobiernos conservadores que gobernaron Corrientes en la década de 1930. Apoyó asimismo a la Revolución del 43, obrando como director general de Salubridad de la Provincia de Corrientes bajo las gobernaciones encabezadas por los interventores federales enviados desde la capital nacional.
Fue padre del abogado y político Joaquín Díaz de Vivar.

## Obras
- Las luchas por el federalismo. Pedro Ferré y Don Juan Manuel. Buenos Aires: Viau y Zona, 1936.

- Datos: Q113580474